# بهوتا

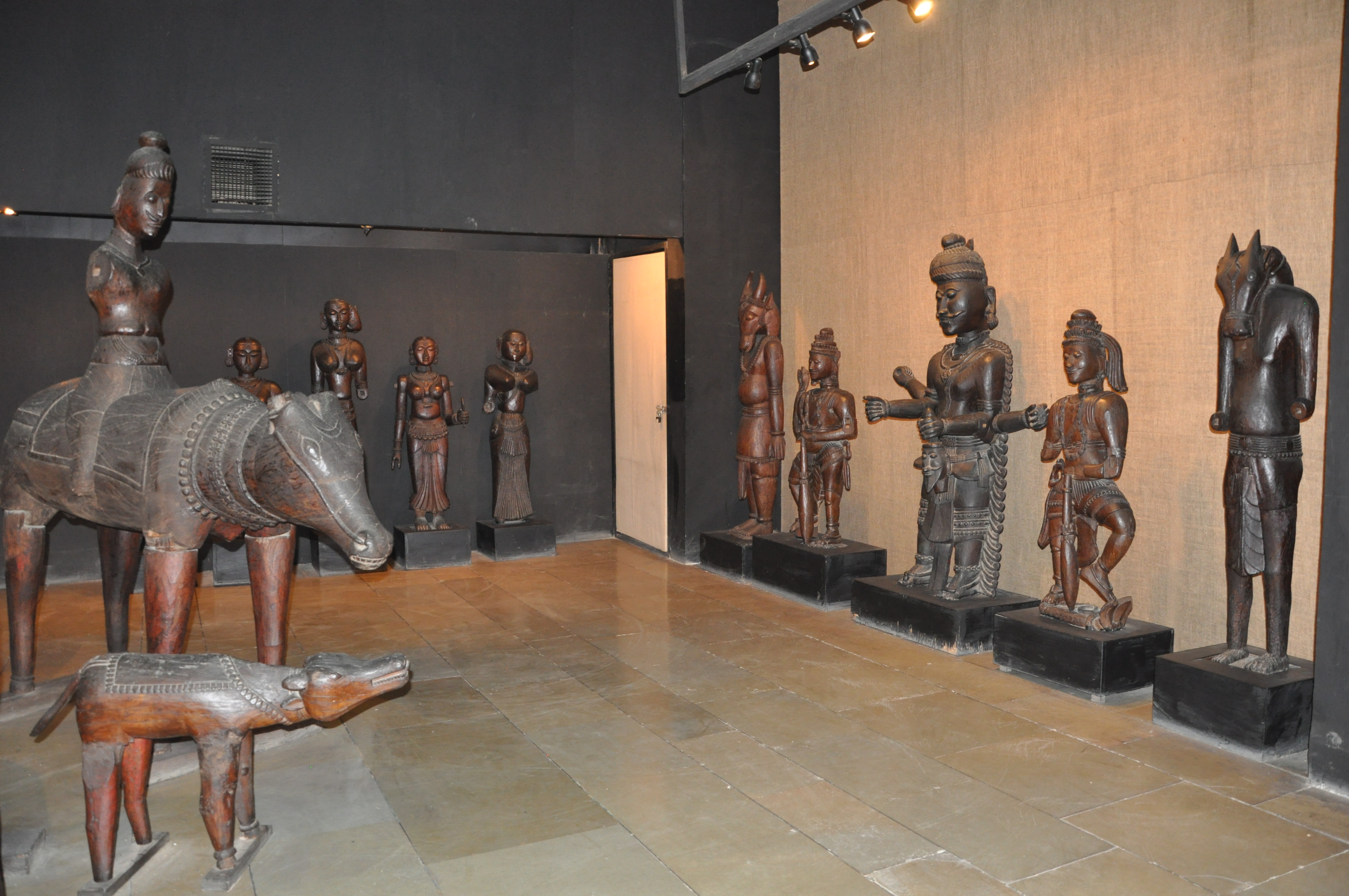
منظر لمعرض بوتا، متحف الحرف، نيودلهي، الهند

بهوتا أو بوتا (بالإنجليزية: bhoota or bhuta)‏، (السنسكريتية: भूत - bhūta) هو مخلوق خارق للطبيعة، وعادة ما يكون شبح شخص متوفى، في الثقافة الشعبية والأدب وبعض النصوص القديمة في شبه القارة الهندية. تختلف تفسيرات كيفية ظهور البهوتا إلى الوجود حسب المنطقة والمجتمع، ولكن عادة ما يتم اعتبارهم مضطربين وهائجين وحانقين بسبب بعض العوامل التي تمنعهم من المضي قدمًا (إلى التناسخ، أو عدم الوجود، أو النيرفانا، أو سوارجا أو ناراكا، اعتمادًا على التقليد). قد يكون هذا موتًا عنيفًا، أو أمورًا غير مستقرة في حياتهم، أو ببساطة فشل الناجين في أداء الجنازات المناسبة.
لقد كان الإيمان بالأشباح متأصلًا بعمق في أذهان سكان شبه القارة الهندية لأجيال. هناك العديد من الأماكن التي يُزعم أنها مسكونة في شبه القارة الهندية، مثل مناطق حرق الجثث، والمباني المتهدمة، والقصور الملكية، والحصون، وأكواخ الغابة، والغاتس المحترقة، وما إلى ذلك. وتحتل الأشباح أيضًا مكانًا مهمًا في الثقافة البنغالية. تشكل الأشباح والكيانات الخارقة المختلفة جزءًا لا يتجزأ من المعتقدات الاجتماعية والثقافية لكل من المجتمعات الإسلامية والهندوسية في بنغلاديش والولايات الهندية في ولاية البنغال الغربية. غالبًا ما تستخدم الحكايات الخرافية مفهوم الأشباح، وتوجد إشارات إلى النشاط الخارق بشكل كبير في الأدب البنغالي المعاصر والسينما وبرامج الراديو والتلفزيون. في باكستان، يتم استخدام كلمة الجن للإشارة إلى كل من الجن العربي وكذلك البوتاس. متأثرًا بالأساطير العربية والفارسية، تتمتع البوتا في المجتمع الباكستاني بهوية أكثر تنوعًا وانسيابية، بدءًا من الجن من عالم آخر مصنوع من النار، إلى أشباح البشر الذين ماتوا موتًا مؤلمًا.

## الأصل الاشتقاقي
إنَّ كلمة (Bhūta) هي مصطلح سنسكريتي يحمل دلالتان، وهُما "الماضي" و"الكينونة". وفي الهندوستانية والبنجابية والكشميري والبنغالية والسندية ولغات أخرى في شبه القارة الهندية الشمالية، يُستخدم مفهوم بهوت على نطاق واسع في التعابير الاصطلاحية. ومنها: تعبير "أن تبدو مثل بهوت" (bhoot lagna) يعني أن تبدو أشعثًا وغير مهذب أو ترتدي ملابس مثيرة للسخرية. يُطلق هذا التعبير أحيانًا على المنزل أو المبنى غير المرتب أو الذي لا تتم صيانته أو المهجور عندما لا ينبغي أن يكون كذلك اسم بهوت البنغالية.
لقد انتقلت الكلمة بعيدًا إلى جنوب شرق آسيا: فقد دخلت اللغة الجاوية من خلال اللغة السنسكريتية باسم "بوتا" التي تشير عمومًا إلى روح شريرة/عملاق شيطاني يطلب الأماكن، كما تشير أيضًا إلى نوع العمالقة الأشرار في قصص الوايانغ مثل "بوتا تشاكيل". كما أنها شهدت تطورًا في عالم الملايو لتعني مخلوقًا شبيهًا بالجن مذكورًا في حوليات الملايو؛ هناك أسطورة عن مثل هذا المخلوق الذي يسكن في سهول نهر بيراك وله سمات مماثلة وإن كانت ضخمة. وقد أعطى اسمه لمدينة في شمال شبه جزيرة الملايو اسمها بوتا.

## خصائص بهوتا
يستطيع البهوتا تغيير شكله إلى أشكال حيوانية مختلفة حسب الرغبة، ولكن غالبًا ما يتم رؤيته في شكل بشري. ومع ذلك، فإن أقدامهم غالبًا ما تكشف عن أنهم أشباح، حيث أنها تتجه للخلف، أي معكوسة. ونظرًا لأن الأرض تعتبر مقدسة أو شبه مقدسة في العديد من تقاليد شبه القارة الهندية، فإن البوتا يبذلون جهودًا كبيرة لتجنب الاتصال بها. علاوة على ذلك، لا تلقي البوتات بظلالها، وتتحدث بصوت أنفي، أي غُنَّة. وغالبًا ما يتربصون في أغصان أشجار معينة ويفضلون الظهور بالملابس البيضاء. في بعض الأحيان، يسكن البوتات منازل معينة (ما يسمى بهوت بانغلاس، أي بيوت من طابق واحد)، والتي عادة ما تكون الأماكن التي قُتلوا فيها أو الأماكن التي تحمل أهمية عميقة أخرى بالنسبة لهم.

## صرف البهوتا
في العديد من المناطق، يقال إن البوتا يخافون من الماء والأشياء المصنوعة من الحديد أو الفولاذ، لذلك يُعتقد أن إبقاء أي منهما في متناول اليد يوفر الحماية ضدهم. ويقال أيضًا أن رائحة الكركم المحروق تطردهم - كما هو الحال مع ألياف عشبة بهوتكيشي (أي "شعر بهوتا"). كما هو معتاد بالنسبة للأشباح في جميع أنحاء العالم، يُقال أيضًا أن استدعاء أسماء الشخصيات المقدسة والآلهة يؤدي إلى صد البوتاس. في بعض المناطق، يُقال إن نثر التراب على الجسد يحمي من البهوتا.
وفقًا للهندوسية وجميع الديانات الدارمية، لا يمكن تدمير الروح بأي وسيلة. ونظرًا لأن بهوتا هي مجرد روح ضائعة أو غاضبة لشخص متوفى، فإن طاردي الأرواح الشريرة الهندوس لن (أو لا يمكنهم) تدميرها، ولكنهم يؤدون بدلاً من ذلك طقوسًا من أثرفا فيدا تسمى أتما شانتي وهي مجرد (شراده) مُعدلة (ذكرى الوفاة). ينفذها أولئك الذين تطاردهم البوتا، ويعدونها بأنهم سيبذلون كل ما في وسعهم إما لضمان ولادة البوتا من جديد أو لإنهاء الأعمال التي تركتها غير مكتملة (أو كليهما). ومثل هذه الإجراءات تزود البوتا بما تحتاجه، مما يجعلها تتوقف عن مطاردة ضحيتها للأبد.